# Episodi di Ashes to Ashes (terza stagione)
La terza ed'ultima stagione della serie televisiva Ashes to Ashes è andata in onda dal 2 aprile al 21 maggio 2010 sul canale BBC One. In Italia è stata trasmessa da Rai 4 dal 29 aprile al 20 maggio 2012.
| nº | Titolo originale | Titolo italiano    | Prima TV GB    | Prima TV Italia |
| -- | ---------------- | ------------------ | -------------- | --------------- |
| 1  | Episode 1        | Svegliati          | 2 aprile 2010  | 29 aprile 2012  |
| 2  | Episode 2        | Scia di sangue     | 9 aprile 2010  | 29 aprile 2012  |
| 3  | Episode 3        | Il piromane        | 16 aprile 2010 | 6 maggio 2012   |
| 4  | Episode 4        | Sotto copertura    | 23 aprile 2010 | 6 maggio 2012   |
| 5  | Episode 5        | Vecchi colleghi    | 30 aprile 2010 | 13 maggio 2012  |
| 6  | Episode 6        | La rivolta         | 7 maggio 2010  | 13 maggio 2012  |
| 7  | Episode 7        | Terrorismo         | 14 maggio 2010 | 20 maggio 2012  |
| 8  | Episode 8        | Niente più segreti | 21 maggio 2010 | 20 maggio 2012  |

## Svegliati
- Titolo originale: Episode 1
- Diretto da: David Drury
- Scritto da: Matthew Graham

### Trama
Alex realizza ben presto di non essere tornata a casa e si risveglia nel 1983. Gene è in fuga perché accusato di averle sparato. I due si ritrovano e Gene ritorna nel suo ufficio ora diretto dal neo promosso ispettore Ray Carling. Fa la sua apparizione l'ispettore capo Jim Keats, il cui compito è quello di svolgere un'indagine interna nei confronti dell'ufficio e di Hunt, in particolare, a seguito della sparatoria in cui è rimasta ferita Alex.

## Scia di sangue
- Titolo originale: Episode 2
- Diretto da: David Drury
- Scritto da: Ashley Pharoah

### Trama
Una mano mozzata viene spedita al distretto in una busta chiusa; indagando Alex e i suoi colleghi scoprono che diverse donne, tutte iscritte alla stessa agenzia per cuori solitari, sono state assassinate. In crisi con sé stessa e con il lavoro, Chaz decide di dare le dimissioni, ma prima accetta un incarico sotto copertura per incastrare la persona che Hunt e i suoi uomini credono essere il colpevole. Nel frattempo Jim Keats inizia ad interrogare tutti i componenti della squadra di Hunt mentre Alex cerca di scoprire la verità sulla morte di Sam Tyler scontrandosi continuamente con l'ostilità di Gene.

## Il piromane
- Titolo originale: Episode 3
- Diretto da: Alrick Riley
- Scritto da: Julie Rutterford

### Trama
Hunt e la sua squadra indagano su di una serie di incendi dolosi che si sono verificati proprio in corrispondenza di un fondamentale appuntamento elettorale per l'Inghilterra. I sospetti ricadono su di un vigile del fuoco veterano della guerra delle Falkland, probabilmente affetto da un disturbo post-traumatico. Il giovane ha stretto amicizia con Ray Carling, il quale, nel corso di una eroica azione, per la prima volta affronta il suo passato. Mentre Jim Keats tenta nuovamente di seminare del malcontento fra gli uomini di Hunt, Alex continua ad essere tormentata dalla visione di un poliziotto mutilato.

## Sotto copertura
- Titolo originale: Episode 4
- Diretto da: Alrick Riley
- Scritto da: Jack Lothian

### Trama
Gene e Alex cercano di impedire che una famiglia di malfattori immetta sul mercato un grosso quantitativo di droga. A tal fine tentano di ottenere informazioni da un'infiltrata all'interno della famiglia, che, però, da tempo ha smesso di fornire rapporti ai suoi superiori. Keats si serve ancora una volta di un caso per attaccare Hunt o uno dei suoi uomini.

## Vecchi colleghi
- Titolo originale: Episode 5
- Diretto da: Jamie Payne
- Scritto da: Tom Butterworth e Chris Hurford

### Trama
Due colleghi del distretto di Manchester arrivano a Londra per collaborare con Hunt e i suoi uomini alla cattura di un attore comico appropriatosi di un fondo di 2.000 sterline destinato alle vedove dei poliziotti caduti in servizio. Quando un uomo viene ucciso nel corso di un'azione, Ray sospetta che a sparare sia stato uno dei due colleghi. Hunt predispone un piano per far uscire il colpevole allo scoperto, ma questi preferisce agire nel corso dell'ennesima serata di beneficenza. Nel frattempo Alex coglie l'opportunità per approfondire le sue indagini sulla scomparsa di Sam Tyler.

## La rivolta
- Titolo originale: Episode 6
- Diretto da: Jamie Payne
- Scritto da: James Payne

### Trama
In un carcere londinese scoppia una violenta rivolta. Tutti i poliziotti vengono chiamati a sedarla e Hunt decide di unirsi ai poliziotti in tenuta antisommossa. Chris and Ray vengono fatti entrare, all'interno del carcere, travestiti da giornalisti. Scoperti, rimangono bloccati in balia dei rivoltosi agli ordini di un ergastolano intenzionato a giustiziarli in un modo particolarmente cruento. Drake sembra ormai essere ad un passo dal trovare le risposte sulla morte misteriosa del detective Sam Tyler quando uno degli uomini arrestati dal poliziotto viene condotto al distretto.

## Terrorismo
- Titolo originale: Episode 7
- Diretto da: David Drury
- Scritto da: Ashley Pharoah

### Trama
Durante l'irruzione in un covo segreto utilizzato dai membri dell'ANC, Ray scopre un cadavere. La vittima era un infiltrato della Squadra Speciale incaricato di scoprire e prevenire eventuali atti terroristici. I membri della cellula scoperta inizialmente non sono cooperativi, ma ben presto Gene riesce ad estorcere al leader una confessione, benché sembri mentire. L'attività investigativa della squadra di Hunt riuscirà a provare sia l'immigrazione illegale che il terrorismo. Nel frattempo Keats continua ad insistere affinché Alex continui ad investigare sul destino di Sam Tyler, la donna convince Hunt a dirle la verità, ovvero che Sam aveva inscenato la sua morte con l'aiuto di Gene.

## Niente più segreti
- Titolo originale: Episode 8
- Diretto da: David Drury
- Scritto da: Matthew Graham

Alex ha finalmente scoperto la verità su Sam Tyler e su Gene Hunt, il mondo e il tempo in cui vivono non sono reali, Jim smaschera Gene rivelando che questo mondo in cui vivono è una specie di "Purgatorio" per gli spiriti dei poliziotti che non hanno accettato la morte. Gene si prende cura di loro finché non trovano la pace per ascendere a un piano superiore, come è successo con Sam Tyler. Tutti loro sono morti: Ray, frustrato per non essere riuscito a diventare un soldato, picchiò un ragazzino uccidendolo e il suo superiore lo coprì, ma il senso di colpa lo portò al suicidio, Chris morì in un conflitto a fuoco e Shaz venne pugnalata con un cacciavite da un ladro di automobili. Jim prende Hunt a pugni di fronte alla sua squadra accusandolo di essere un imbroglione, e offre loro la possibilità di entrare nel suo "dipartimento" (probabile eufemismo per Inferno). Shaz, Ray e Chris accettano ma Alex capisce che Jim è malvagio e dunque resta al fianco del suo capo. Gene ha perso tutta la fiducia che ha in se stesso, ma Alex lo aiuta a rimettersi in sesto, in seguito si rimette in contatto con gli altri e promuove Shaz a detective, mentre ammette, parlando con Chris e Ray, che senza di loro non vale niente. I tre abbandonano Jim e tornano nella vecchia squadra, tutti insieme portano a termine l'ultima missione, arrestare dei criminali olandesi. Grazie a Gene, la sua squadra è finalmente pronta ad andare avanti, infatti li porta al pub, lo stesso di Life on Mars, facendo intendere che quello è il Paradiso e che loro finalmente sono pronti a lasciare questo mondo per riposare in pace. Ray, Chris e Shaz entrano ma Alex non è pronta per lasciare sua figlia Molly, infine Jim si presenta a lei dicendole che se lo seguirà potrà tornare da lei, ma la donna capisce che è solo un bugiardo, alla fine Hunt colpisce Jim con un pugno. Alex comprende che è ora di dire addio a sua figlia, propone a Gene di rimanere con lui ma l'uomo, che prova dei sentimenti per lei, capisce che non è la cosa giusta perché se accettasse lo farebbe solo per egoismo, quindi i due si baciano e la donna entra nel pub, trovando la pace. L'episodio si conclude con Gene che torna nel suo ufficio al dipartimento e, mentre sfoglia la brochure di una "nuovissima" Mercedes 190D (la sua "Quattro" era appena stata distrutta dai criminali olandesi), irrompe un nuovo poliziotto appena arrivato che chiede dove sia il suo ufficio e il suo cellulare: è evidentemente una nuova persona di cui dovrà prendersi cura e infatti, nella versione originale inglese, gli rivolge le medesime parole che disse a Sam Tyler quando si presentò per la prima volta al dipartimento di Manchester nel 1º episodio di Life on Mars, chiudendo così il cerchio: "A word in your shell-like, pal". 